# Entrevías (sèrie de televisió)
Entrevías és una sèrie de televisió espanyola de Mediaset España per a Telecinco creada per David Bermejo, amb Aitor Gabilondo de productor executiu, i protagonitzada per José Coronado, Nona Sobo, Luis Zahera i Felipe Londoño.
Segons ha confirmat l'actor Luis Zahera, la tercera temporada es comencés a rodar al febrer de 2023.

## Sinopsi
Al maig de 2009. L'amor és el motor de totes les accions que es creuen en la sèrie, encara que no el sembli a primera vista: l’excapità d'infanteria de la 3a Companyia Tirso Abantos (José Coronado) és un exmilitar, veterà de guerra i amb una clara síndrome de trastorn per estrès posttraumàtic, condecorat amb la Creu del Mèrit Militar amb distintiu blanc a la Guerra de Bòsnia que regenta una ferreteria de barri "FERRETERIA ABANTOS". Solitari, fred, calculador i poc donat a mostrar afecte, després d'un incident familiar relacionat amb la seva neta, es veu obligat a encarregar-se durant un temps d'ella, Irene Abantos (Nona Sobo), una jove d'origen vietnamita, contestatària i amb esperit de rebel moderna a la qual la filla de Tirso (Jimena Abantos) és incapaç de controlar. El xoc entre un "cabronàs de la vella escola" de l'avi i "l'esperit rebel" de la neta és total i la convivència es complica des del primer moment, no sols pel caràcter d’ambdós, sinó per les males companyies que freqüenta Irene en el barri i per la seva decisió de fugida, a qualsevol preu, amb el seu adorat xicot bandeller colombià Nelson Gutiérrez (Felipe Londoño), íntim amic de "Loko", un líder bandeller del barri.
En el seu intent per redreçar-la i donar-li disciplina, Tirso es veurà forçat a deixar la seva rutina de ferreter i es convertirà en un 'heroi per accident' al costat dels seus dos companys de guerra, Pepe i Sanchís, que plantaran cara als bandellers que s'estan apoderant dels carrers d’Entrevías, sabent que aquest rol només li portarà problemes. En la seva croada l'ajudarà el sotsinspector de la Policia Nacional Ezequiel Fandiño (Luis Zahera), un agent de policia que porta a Entrevías quinze anys, un poli corrupte, simpàtic, sarcàstic, burleta i sorneguer que no dubtarà a aprofitar-se de la ira de Tirso per treure’n profit i poder convertir-se de nou en el veritable 'rei' d’Entrevías, un barri on massa coses han canviat, però no tantes com perquè Tirso hi no vulgui acabar els seus dies.

## Repartiment

### Temporada 1

#### Repartiment principal
- José Coronado com Tirso Abantos
- Luis Zahera com Ezequiel Fandiño
- Nona Sobo com Irene Sánchez Abantos
- Felipe Londoño com Nelson Gutiérrez

#### Repartiment secundari
- Laura Ramos com Gladys
- Manolo Caro com Sanchís
- Manuel Tallafé com Pepe
- Itziar Atienza com Amanda Martos
- María de Nati com Nata
- Franky Martín com Sandro Salazar Campos (Episodi 1 - Episodi 4; Episodi 6 - Episodi 8)
- Maria Molins com Jimena Abantos (Episodi 1 - Episodi 4; Episodi 6; Episodi 8)
- Miguel Ángel Jiménez com Santi Abantos (Episodi 1 - Episodi 5; Episodi 7 - Episodi 8)
- Mariona Terés com Fanny (Episodi 1 - Episodi 3)
- Carmen Esteban com Alicia Solano (Episodi 1 - Episodi 2; Episodi 6 - Episodi 8)
- Bruno Lastra com Iván (Episodi 1 - Episodi 2; Episodi 4)
- Adil Koukouh com Ahmed Khalil "Loko" (Episodi 1 - Episodi 3; Episodi 5 - Episodi 8)
- Raúl Sanz com Diego (Episodi 8)

### Temporada 2

#### Repartiment principal
- José Coronado com Tirso Abantos
- Luis Zahera com Ezequiel Fandiño (Episodi 1 - Episodi 6)
- Nona Sobo com Irene Sánchez Abantos
- Felipe Londoño com Nelson Gutiérrez

#### Repartiment secundari
- Laura Ramos com Gladys
- Manolo Caro com Sanchís
- Manuel Tallafé com Pepe
- Itziar Atienza com Amanda Martos
- María de Nati com Nata
- Maria Molins com Jimena Abantos
- Miguel Ángel Jiménez com Santi Abantos
- Quique Medina com Andrade
- Viktor Beltrán com Pantera
- Martin Páez com Ribery
- Carmen Esteban com Alicia Solano (Episodi 1 - Episodi 4; Episodi 7)
- Raúl Sanz com Diego (Episodi 3)

con la colaboración especial de
- Jordi Sánchez com Guillermo Salgado

### Temporada 3

#### Repartiment confirmat
- José Coronado com Tirso Abantos
- Luis Zahera com Ezequiel Fandiño
- Nona Sobo com Irene Sánchez Abantos
- Felipe Londoño com Nelson Gutiérrez
- Laura Ramos com Gladys
- Manolo Caro com Sanchís
- Manuel Tallafé com Pepe
- Itziar Atienza com Amanda Martos
- María de Nati com Nata
- Maria Molins com Jimena Abantos
- Natalia Dicenta com Maica
- Michelle Calvó com Dulce
- Óscar Higares com Comisario Pablo Romero
- Álex Medina com Tente
- Pablo García Villaescusa com Sancho

## Capítols
| Temporada | Temporada | Episodis | Estrena             | Final              | Audiència mitjana | Audiència mitjana | Audiència en diferit | Audiència en diferit |
| Temporada | Temporada | Episodis | Estrena             | Final              | Espectadors       | Quota             | Espectadors          | Quota                |
| --------- | --------- | -------- | ------------------- | ------------------ | ----------------- | ----------------- | -------------------- | -------------------- |
|           | 1         | 8        | 1 de febrer de 2022 | 22 de març de 2022 | 1 809 000         | 16,4%             | 2 217 000            | 20,1%                |
|           | 2         | 8        | 29 de març de 2022  | 17 de maig de 2022 | 1 663 000         | 15,3%             | 2 031 000            | 18,7%                |
| Total     | Total     | 16       | 1 de febrer de 2022 | 17 de maig de 2022 | 1 736 000         | 15,9%             | 2 124 000            | 19,4%                |

### Primera temporada (2022)
| Núm. total | Núm. de la temporada | Títol                                | Direcció      | Guió                                                                                              | Data d'emissió original |                                                 |
| ---------- | -------------------- | ------------------------------------ | ------------- | ------------------------------------------------------------------------------------------------- | ----------------------- | ----------------------------------------------- |
| 1          | 1                    | «Un cabronazo de la vieja escuela»   | Iñaki Mercero | David Bermejo                                                                                     | 1 de febrer de 2022     | 2 183 000 (19,7%) Més diferit 2.649.000 (23,9%) |
| 2          | 2                    | «Radios estropeadas»                 | Iñaki Mercero | David Bermejo                                                                                     | 8 de febrer de 2022     | 1 950 000 (17,8%)Més diferit 2.373.000 (21,7%)  |
| 3          | 3                    | «Morder»                             | Iñaki Mercero | David Bermejo                                                                                     | 15 de febrer de 2022    | 1 821 000 (16,8%)Més diferit 2.202.000 (20,3%)  |
| 4          | 4                    | «Lo que se esconde bajo la alfombra» | Oriol Ferrer  | Víctor Pedreira, Patricia Trueba i David Bermejo                                                  | 22 de febrer de 2022    | 1 659 000 (15,1%)Més diferit 2.091.000 (19,0%)  |
| 5          | 5                    | «Perro viejo no perrea»              | Oriol Ferrer  | Argumento: Nacho López y David Bermejo Diálogos: Nacho López, Patricia Trueba y David Bermejo     | 1 de març de 2022       | 1 736 000 (15,4%)Més diferit 2.153.000 (19,1%)  |
| 6          | 6                    | «Quien roba a un ladrón»             | Luis Oliveros | Jordi Terradas y David Bermejo                                                                    | 8 de març de 2022       | 1 699 000 (15,3%)Més diferit 2.131.000 (19,2%)  |
| 7          | 7                    | «Los Robin Hood»                     | Luis Oliveros | Argument: Víctor Pedreira, Jordi Terradas, Patricia Trueba y David Bermejo Guion: Patricia Trueba | 15 de març de 2022      | 1 649 000 (15,1%)Més diferit 2.036.000 (18,6%)  |
| 8          | 8                    | «El último tren»                     | Iñaki Mercero | Argument: Víctor Pedreira, Jordi Terradasi David Bermejo Guió: Jordi Terradas y Víctor Pedreira   | 22 de març de 2022      | 1 772 000 (16,2%)Més diferit 2.098.000 (19,2%)  |

### Segona temporada (2022)
| Núm. total | Núm. de la temporada | Títol                 | Direcció          | Guió | Data d'emissió original |                                                |
| ---------- | -------------------- | --------------------- | ----------------- | --- | ----------------------- | ---------------------------------------------- |
| 9          | 1                    | «Colgar la casaca»    | Iñaki Mercero     | Víctor Pedreira, Patricia Trueba, Jordi Terradas i David Bermejo                                                                           | 29 de març de 2022      | 1 632 000 (14,6%)Més diferit 2.006.000 (17,9%) |
| 10         | 2                    | «Un vagón olvidado»   | Iñaki Mercero     | Argument: Víctor Pedreira, Patricia Trueba, Jordi Terradas i David Bermejo Diàlegs: Víctor Pedreira i Jordi Terradas                       | 5 d'abril de 2022       | 1 643 000 (14,8%)Més diferit 1.928.000 (17,4%) |
| 11         | 3                    | «Escuchar al corazón» | Alberto Ruiz Rojo | Víctor Pedreira, Juan Ramón Ruiz de Somavía i Jordi Terradas                                                                               | 12 d'abril de 2022      | 1 428 000 (12,4%)Més diferit 1.781.000 (15,5%) |
| 12         | 4                    | «Salto al vacío»      | Alberto Ruiz Rojo | Argument: Juan Ramón Ruiz de Somavía, Jordi Terradas y David Bermejo Diàlegs: Víctor Pedreira, Jordi Terradas y Juan Ramón Ruiz de Somavía | 19 d'abril de 2022      | 1 573 000 (15,0%)Més diferit 2.006.000 (19,1%) |
| 13         | 5                    | «La cruda verdad»     | Iñaki Mercero     | Argument: Jordi Terradas y David Bermejo Guió: Víctor Pedreira                                                                             | 26 d'abril de 2022      | 1 710 000 (15,7%)Més diferit 2.101.000 (19,3%) |
| 14         | 6                    | «Todo por amor»       | Iñaki Mercero     | Argument: Jordi Terradas, Juan Ramón Ruiz de Somvía i David Bermejo Guió: Juan Ramón Ruiz de Somvía i David Bermejo                        | 3 de maig de 2022       | 1 702 000 (15,5%)Més diferit 2.053.000 (18,7%) |
| 15         | 7                    | «Un polo naranja»     | Alberto Ruiz Rojo | Argument: Jordi Terradas, Víctor Pedreira y David Bermejo Guió: Víctor Pedreira y David Bermejo                                            | 10 de maig de 2022      | 1 730 000 (16,2%)Més diferit 2.116.000 (19,8%) |
| 16         | 8                    | «Un final feliz»      | Alberto Ruiz Rojo | Argument: Jordi Terradas i David Bermejo Guió: Juan Ramón Ruiz de Somavía, Víctor Pedreira, Jordi Terradas i David Bermejo                 | 17 de maig de 2022      | 1 883 000 (18,3%)Més diferit 2.256.000 (21,9%) |